# Паприка (спеція)

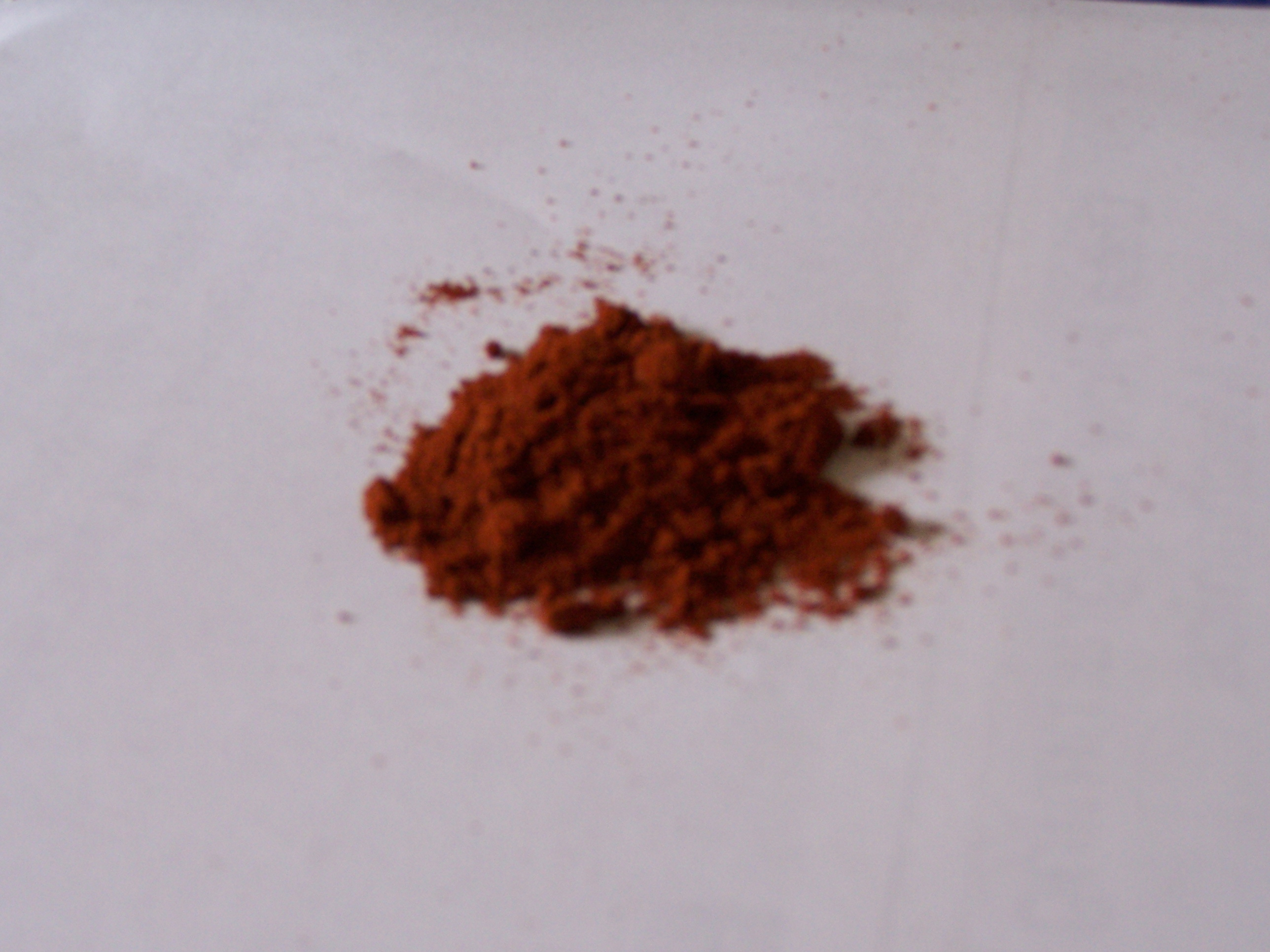
Порошок паприки

Па́прика — порошкоподібна приправа зі стиглого червоного стручкового перцю (Capsicum annuum) слабопекучих сортів. Для виготовлення порошку плоди червоного перцю спочатку сушать, а потім розмелюють.
Гострота порошку паприки залежить від пропорції насіння перцю, що містить капсаїцин, і перегородок-мембрани зі стручків. Залежно від вжитого сорту й частки насіння порошок можна умовно розділити на різні категорії за гостротою. За шкалою Сковіла паприка може мати від 0 до 1000 одиниць.
Червоний стручковий перець, з якого виготовляється паприка, вирощується переважно в Угорщині, США, Іспанії та Туреччині, при цьому Угорщина є основним постачальником паприки. Паприка була завезена в Європу з Центральної Америки, але при вирощуванні червоного перцю в іншому кліматі втратила частину гостроти та стала більш солодкою.
У меленій паприці міститься цукор, тому при її підсмаженні без необхідної кількості рідини паприка швидко карамелізується та підгорає. Через знижений в порівнянні з іншими видами перцю вміст ароматичних речовин паприка також використовується як барвник при виробництві м'ясних продуктів, зокрема, ковбаси.

## Види паприки
В Угорщині паприка найуживаніша приправа, там за пряністю, гостротою та смаком вона поділяється на сім основних видів (кожний вид виробляється з різних сортів перцю):
- делікатесна паприка — від світло-до темно-червоних барв, майже не гостра, середнього ступеня помелу.
- благородна солодка паприка — популярний сорт темно-червоних барв, має тонкий аромат, злегка гостра, середнього ступеня помелу.
- напівсолодка паприка — світло-матового червона, середньої гостроти, солодка на смак; має високий вміст цукру, карамелізація якого не дозволяє підсмажувати її в жирі.
- спеціальна паприка — яскраво-червона солодка спеція тонкого помелу з м'яким смаком; має високий вміст цукру.
- рожева паприка — блідо-червона, середнього ступеня помелу з сильним ароматом і середньою гостротою.
- ніжна паприка — від світло-до темно-червоних барв, порошок помелу середньої тонкості, позбавлена гостроти але з м'яким смаком.
- гостра паприка — жовто-коричнево-червона спеція, середньої тонкості помелу, пекучо гостра.

## Вміст
| дозування       | енергія | білки | вуглеводи | жир   |
| --------------- | ------- | ----- | --------- | ----- |
| 1 ложка паприки | 132 кДж | 1,5 г | 3,5 г     | 1,3 г |

Хімічний склад: капсаїцин, жирні олії, фарбувальні компоненти каротиноїди, цукор, білок, мінеральні речовини, ефірні олії, вітаміни А, С, B9, K, E.